# Penn Zero, a félállású hős
A Penn Zero, a félállású hős (eredeti cím: Penn Zero: Part-Time Hero) 2014-től 2017-ig futott amerikai televíziós számítógépes animációs kalandsorozat, amelyet Jared Bush és Sam Levine alkotott.
Az első epizódot Amerikában 2014. december 5-én mutatták be. A magyar változatot 2016. március 14-én kezdték el sugározni a Disney Channel magyar változata.

## Cselekmény
A sorozat főhőse Penn Zero, aki szülei munkáját folytatja, mint egy félállású hős. Minden részben más dimenziókban menti meg a világot barátaival Boone-al és Sashi-val a gonosz Rippentől, és Larrytől.

## Szereplők

### Főszereplők
| Szereplő        | Eredeti hang       | Magyar hang       |
| --------------- | ------------------ | ----------------- |
| Penn Zero       | Thomas Middleditch | Molnár Levente    |
| Boone Wiseman   | Adam DeVine        | Hamvas Dániel     |
| Sashi Kobayashi | Tania Gunadi       | Csuha Borbála     |
| Rippen          | Alfred Molina      | Nagypál Gábor     |
| Larry           | Larry Wilmore      | Karácsonyi Zoltán |
| Phyllis         | Sam Levine         | Mészáros Máté     |

### Mellékszereplők
| Szereplő                   | Eredeti hang     | Magyar hang            |
| -------------------------- | ---------------- | ---------------------- |
| Vonnie Zero                | Lea Thompson     |                        |
| Brock Zero                 | Gary Cole        |                        |
| Rose nagynéni              | Rosie Perez      |                        |
| Chuck nagybácsi            | Lenny Venito     | Lengyel Tamás          |
| Phil                       | Sam Levine       | Horváth-Töreki Gergely |
| Amber                      | Olivia Holt      | Laudon Andrea          |
| Matthews                   | Maria Bamford    | Náray Erika            |
| Elnök                      | Maria Bamford    | Szarka-Orosz Helga     |
| Nug                        | Maria Bamford    | Nemes Takách Kata      |
| Shirley A. Brutál Tábornok | Wanda Sykes      | Tallós Rita            |
| Bowling                    | Kari Wahlgren    | Kovács Nóra            |
| Rufus                      | Peter Stormare   | Koncz István           |
| Bemondó                    | Maurice LaMarche | Seder Gábor            |
| Polgármester               | Kumail Nanjiani  | Markovics Tamás        |
| Hogarth                    | Blake Anderson   | Bodrogi Attila         |
| Egsgard edző               | Fred Tatasciore  | Faragó András          |
| Jackie                     | Jane Kaczmarek   | Bognár Gyöngyvér       |
| Mike                       | John Anderson    | Megyeri János          |

## Évados áttekintés
| Évad | Évad | Epizódok | Eredeti sugárzás  | Eredeti sugárzás | Magyar sugárzás      | Magyar sugárzás    |
| Évad | Évad | Epizódok | Évadpremier       | Évadfinálé       | Évadpremier          | Évadfinálé         |
| ---- | ---- | -------- | ----------------- | ---------------- | -------------------- | ------------------ |
|      | 1    | 21       | 2014. december 5. | 2015. október 1. | 2016. március 14.    | 2016. december 24. |
|      | 2    | 14       | 2017. július 10.  | 2017. július 28. | 2017. szeptember 16. | 2017. október 29.  |